# Cane Armant
L'Armant o  cane pastore egiziano o Ermenti è una razza di Cane da pastore dell'Egitto. Si ritiene che l'Armant discenda dai Briard portati in Egitto dagli eserciti di Napoleone, questi cani furono probabilmente incrociati con cani locali per produrre i primi esemplari della razza.
L'Armant prende il nome dalla città di Armant in Egitto, il presunto luogo di origine della razza, la razza non è molto conosciuta ma è ampiamente utilizzata in Egitto sia come cane da pastore che come cane da guardia.